# Sonitum shelter
Sonitum Shelter  es una banda de Groove Metal de Madrid, España, con letras en castellano emocionales y desgarradoras. Se caracterizan por tener un potente directo muy contundente, y su sonido se identifica con influencias directas de grandes bandas como Pantera, Lamb Of God, Slipknot, Trivium, Machine Head, Sepultura o entre muchas más.

## Historia
El proyecto fue fundado en 2014 por Pao (guitarrista) y Txetxo (batería), a los que se les unirían Pablo (voz) e Iván (bajista) después de varias idas y venidas de integrantes en el grupo, el proyecto terminó de consolidarse en 2023 con Andrew (guitarrista) como última incorporación. 
En 2021 se publicó un primer sencillo llamado Mood Browser con la anterior formación. La banda hasta la actualidad ha tenido la oportunidad de pisar los escenarios con bastantes bandas de la comunidad de Madrid con las cuales han ido cogiendo experiencia.
Actualmente han lanzado al mercado y plataformas digitales su nuevo álbum titulado 'LIBER SUM'.

## Miembros actuales
- Pablo (voz)
- Pao (guitarra)
- Andrew (guitarra)
- Txetxo (batería)
- Iván (bajo)